# Römerpark Ruffenhofen
Der Römerpark Ruffenhofen ist ein archäologischer Park in der Region Hesselberg im Süden des Landkreises Ansbach (Bayern). Auf einer Gesamtfläche von etwa 70 Hektar sind das römische Kastell Ruffenhofen sowie weite Teile der zugehörigen Zivilsiedlung untertägig und unüberbaut erhalten. Der Römerpark beinhaltet 40 Hektar Flächen, die aus der landwirtschaftlichen Nutzung genommen wurden.

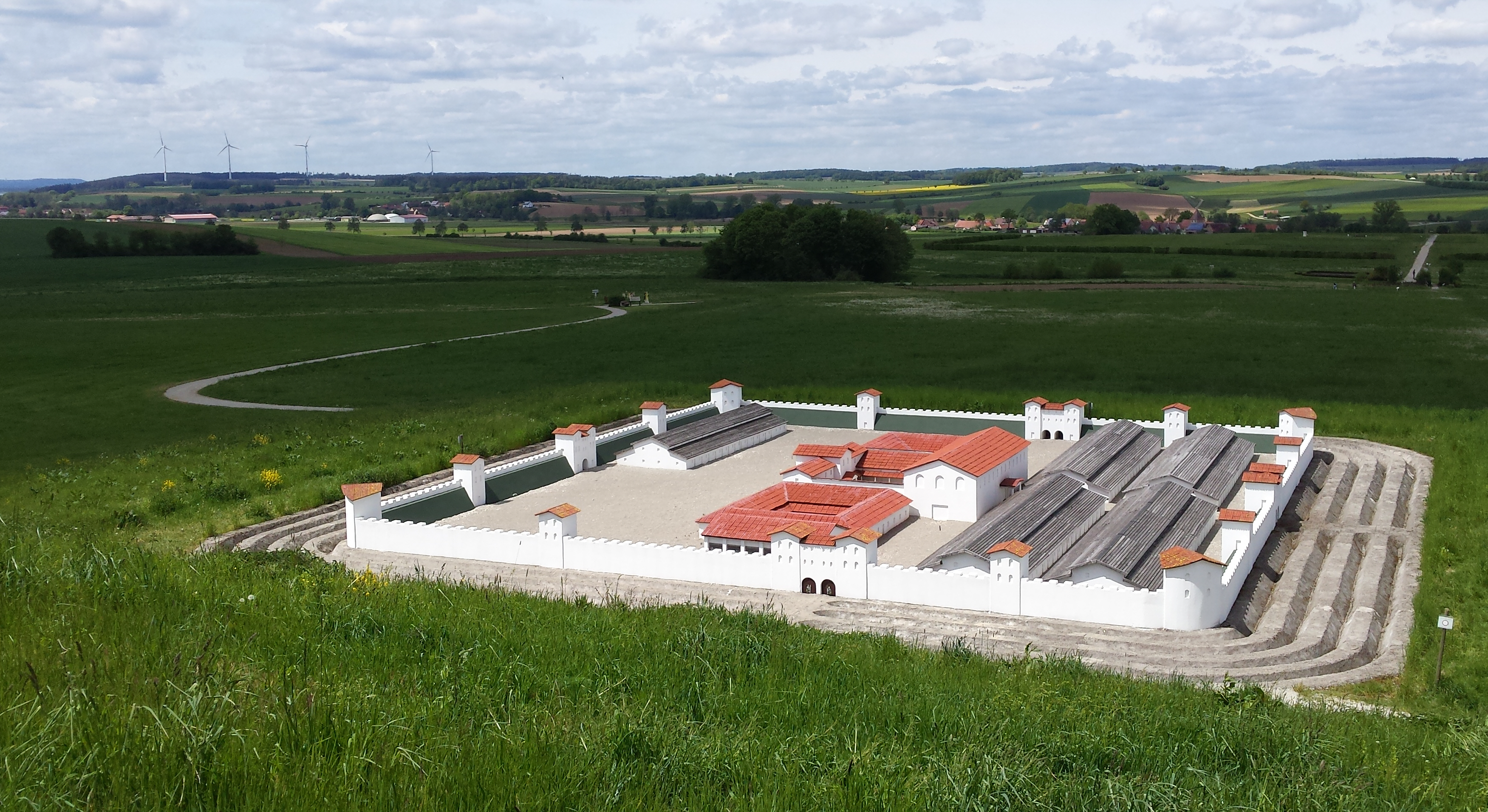
Das Mini-Kastell eingebettet in die Landschaft

Der „Römerpark“ befindet sich auf dem Gebiet der Gemeinden Gerolfingen, Weiltingen und Wittelshofen. Diese Gemeinden gründeten 2001 den Zweckverband Römerkastell Ruffenhofen, um das Areal für den Tourismus zu erschließen, zu vermarkten und langfristig zu sichern. Zudem soll die wissenschaftliche Untersuchung sichergestellt werden. Die antike Befestigung liegt rund 2,2 km vom Obergermanisch-Raetischen Limes entfernt. Das Kastell ist ein Bodendenkmal nach dem Bayerischen Denkmalschutzgesetz und ein Teil des UNESCO-Weltkulturerbes Obergermanisch-Raetischer Limes.

## Konzept

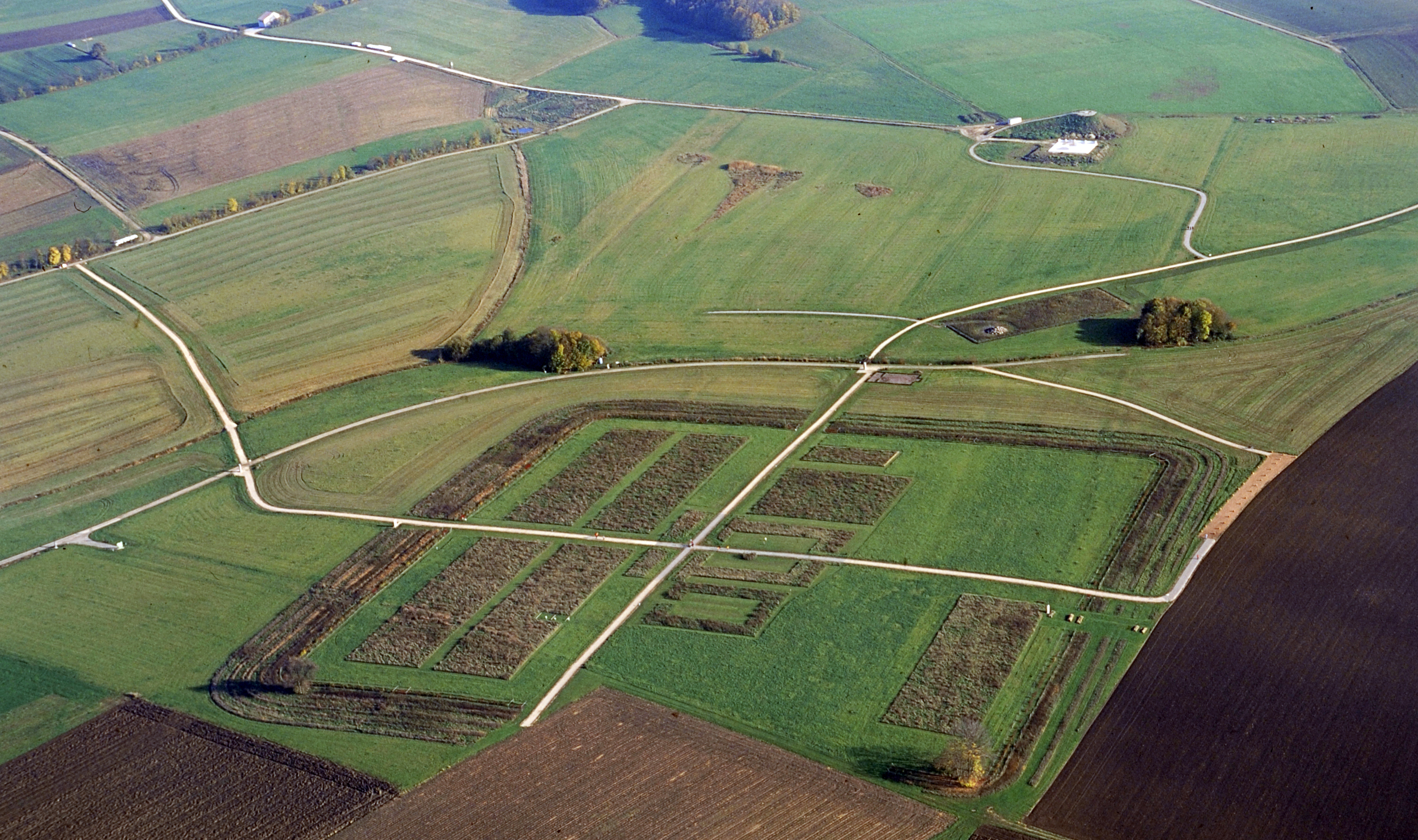
Luftbild des bepflanzten Kastells mit Aussichtshügel im Hintergrund (Oktober 2008)

Seit 2002 kaufte das Amt für ländliche Entwicklung Ansbach bisherige landwirtschaftliche Flächen auf, unter denen das Kastell und Teile des Lagerdorfes liegen. Noch bis 2003 unter Acker, wurde der größte Teil der Befestigung zur Förderung des Tourismus in den umliegenden Gemeinden sowie zur Bestandssicherung als „Römerpark Ruffenhofen“ deklariert. Auf dem seit 2003 angelegten Freigelände werden die Ausmaße des römischen Kastells durch Heckenanpflanzungen, Ausmähungen und Wege erfahrbar gemacht. Hinweistafeln auf dem Gelände geben weitere Informationen, die mit Abbildungen veranschaulicht werden. Auch Bauten aus der zugehörigen Zivilsiedlung werden entsprechend veranschaulicht. Von einem Aussichtshügel lässt sich das gesamte Gelände überblicken. Am 1. April 2004 wurde Matthias Pausch als Archäologe vom Zweckverband angestellt. Seit 2006 unterstützt der zusätzlich gegründete Förderverein Römerpark Ruffenhofen e. V. als gemeinnütziger Verein das Projekt ideell und finanziell.

## Entwicklung

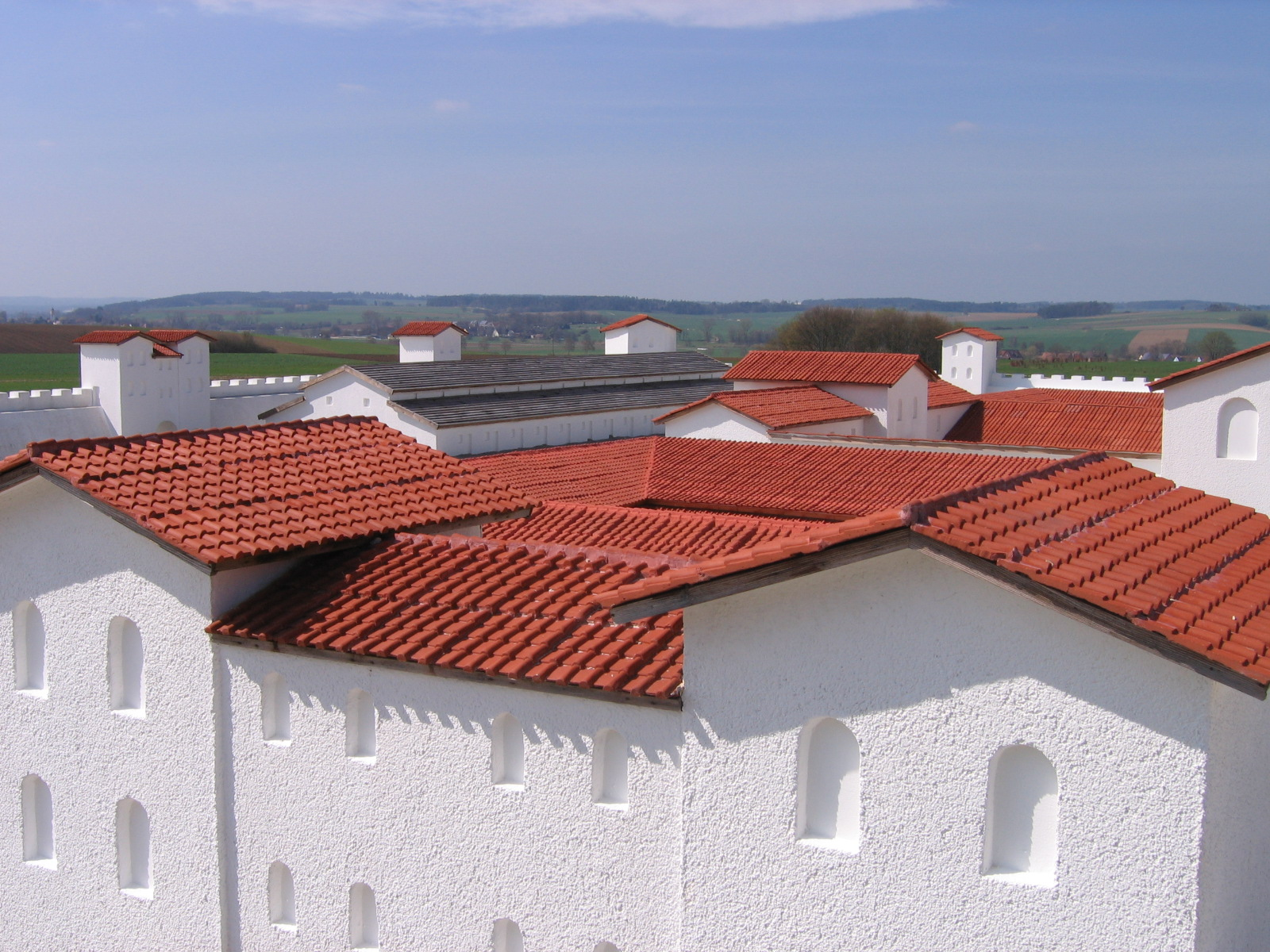
Mini-Kastell im Römerpark Ruffenhofen (wetterfester Kastellnachbau im Maßstab 1:10)

Die Flächenübergabe an den Zweckverband und damit die Gründung des Römerparks fand am 1. August 2003 statt. Seitdem wird die Fläche als archäologischer Park ausgebaut. Am 21. April 2008 erfolgte der Spatenstich für einen maßgeblichen Bauabschnitt. Dieser beinhaltete die Fertigstellung und Bepflanzung des Aussichtshügels mit heimischen Sträuchern und unmittelbar daneben ein etwa 700 Quadratmeter großes Modell im Maßstab 1:10, mit dem das mögliche Aussehen des Kastells optisch veranschaulicht wird. Zudem wurde das Wegenetz ausgebaut. Inzwischen gibt es zahlreiche weitere Einrichtungen in der Fläche, darunter ein Labyrinth, einen Spielplatz, Abgüsse römischer Steindenkmäler und vieles mehr. Wie der Zweckverband betont, soll das Freigelände speziell auf die Interessen von Kindern zugeschnitten werden.

## Römergarten

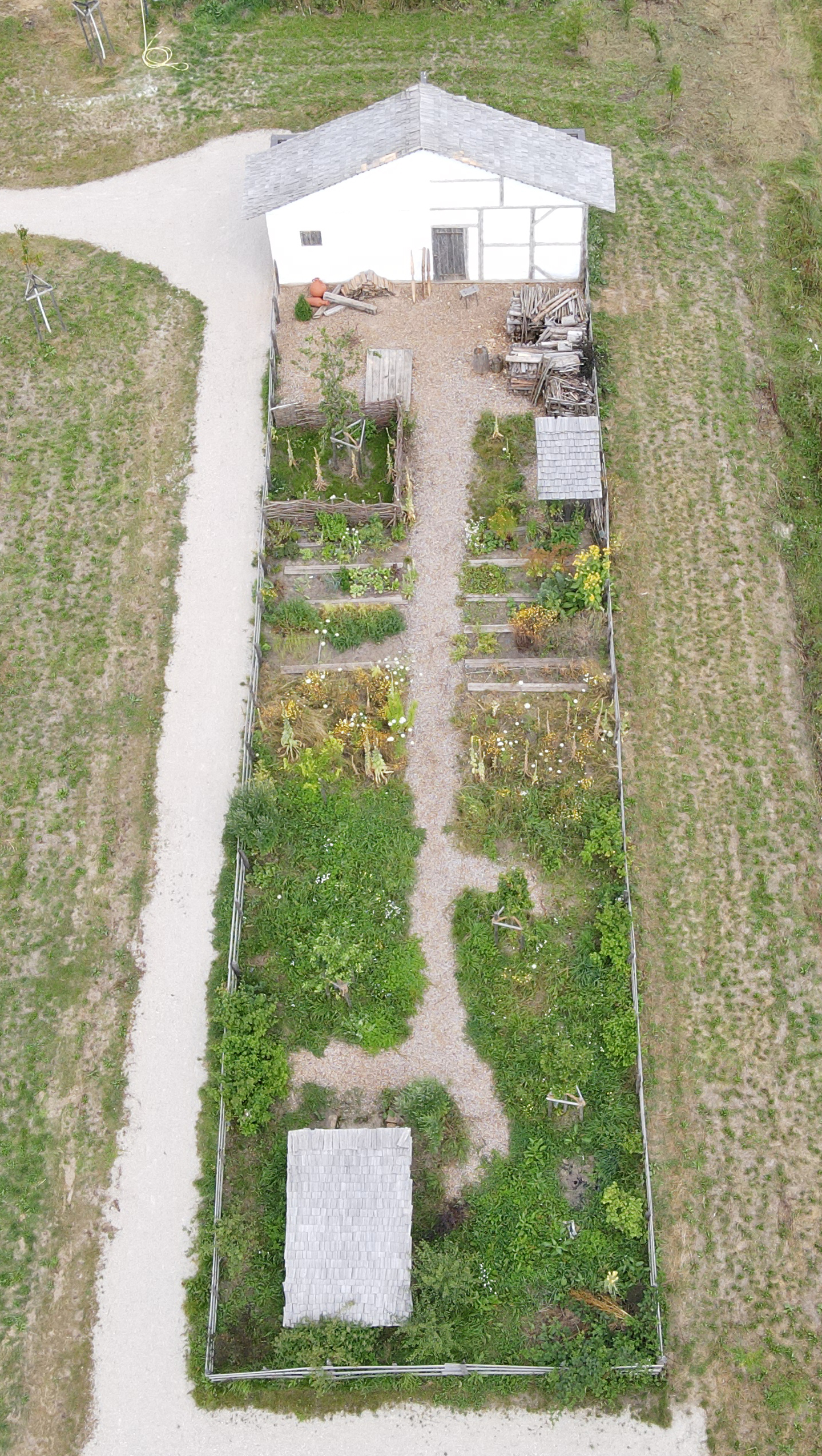
Der römische Garten samt Hausfassade im Römerpark Ruffenhofen

Seit 2020 kann man im Park auch einen Garten nach römischem Vorbild besichtigen. Zusammen mit der rückwärtigen Fassade eines römischen Streifenhauses wird so ein Blick in den römischen vicus von Ruffenhofen möglich. Die Fassade wurde in Kooperation mit der Jugendbauhütte Regensburg gebaut und erstmals mit dem römischen Nutzgarten bei der Landesgartenschau Wassertrüdingen 2019 präsentiert.

## Museum
Am 12. Oktober 2012 konnte ein eigenes Museum, das Limeseum, eröffnet werden. Es befindet sich unmittelbar am Römerpark Ruffenhofen und ergänzt ihn mit der Ausstellung.

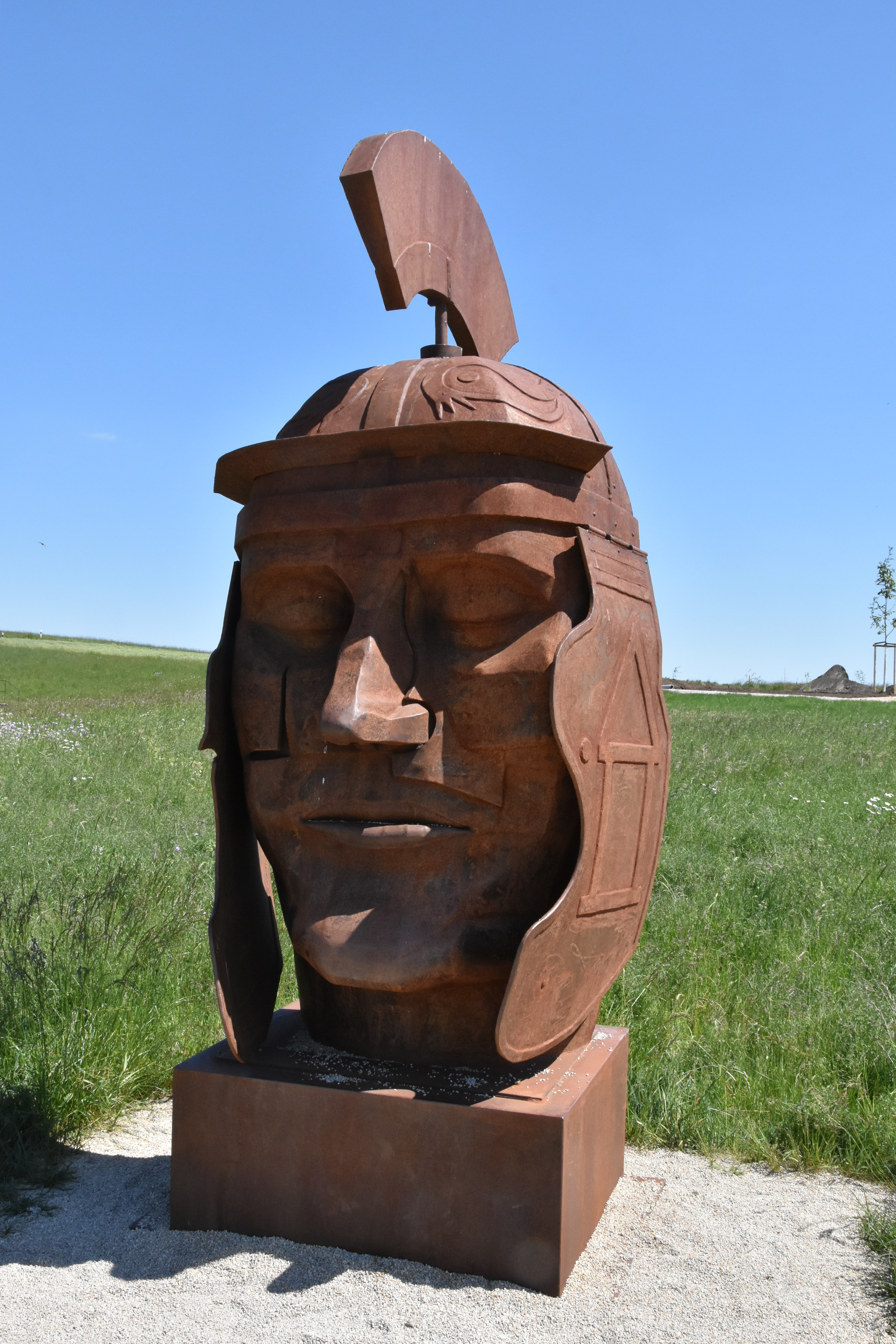
„Römerkopf“ im Römerpark

## Kastell- und Forschungsgeschichte
Kleinere Ausgrabungen führte Ende des 19. Jahrhunderts Wilhelm Kohl, Streckenkommissar der Reichs-Limeskommission durch. Seine publizierten Ergebnisse bildeten bis in die späten 1970er Jahre den aktuellen Forschungsstand. Die Luftbildarchäologie konnte seitdem neue Erkenntnisse zum Limeskastell, zu seiner Struktur und zum umgebenden Lagerdorf (Vicus) beitragen. Mithilfe geophysikalischer Prospektionen durch das Bayerische Landesamt für Denkmalpflege konnte ein Gesamtplan der Anlage erstellt werden. Im Sommer 2005 wurde durch den Zweckverband erneut eine Ausgrabung im Bereich der Kastellmauer durchgeführt.